# Mauricio Vélez
Mauricio Vélez Zuluaga  (Bogotá, 20 de diciembre de 1969) es un actor, comediante, presentador y cantante colombiano.

## Biografía
Mauricio Vélez Zuluaga, es hijo del empresario antioqueño Santiago Vélez Garcés. Estudió y se graduó del Colegio San Tarsicio de Bogotá. En el año de 1993 viaja a los Estados Unidos a la Universidad Cornell donde inició sus estudios como herrador profesional, luego de una estadía en este país y trabajar como ayudante de algunos de los mejores herreros del noreste de Estados Unidos.
Ha transmitido su conocimiento a través de más de 100 cursos dictados en todo lo largo y ancho del país, y con orgullo ha sido herrero de algunos de los mejores caballos criollos Colombianos y también ha acompañado a grandes equitadores de la talla de Manuel Guillermo Torres Carlos López y Roberto Teherán entre otros, hoy en día lo hace como su hobbie pero siempre estará dispuesto a intentar resolver y ayudar a aquellos caballos que sufren dolencias o enfermedades y patologías en el casco.

## Filmografía

### Televisión
| Año       | Título                    | Personaje                         | Rol          | Canal              |
| --------- | ------------------------- | --------------------------------- | ------------ | ------------------ |
| 2023-2024 | Rigo                      | Alcalde encargado                 | Reparto      | Canal RCN          |
| 2021      | Lala's Spa                | Javier Villegas "El Zar del Lulo" | Reparto      | Canal RCN          |
| 2021      | Enfermeras                | Guido Becerra                     | Invitado     | Canal RCN          |
| 2020      | Confinados                | Eulalio Magnolia                  | Invitado     | Canal RCN          |
| 2019      | Las muñecas de la mafia 2 | Asdrúbal López                    | Villano      | Caracol Televisión |
| 2010      | Rosario Tijeras           | Gonzalo González 'El Papa'        | Villano      | Canal RCN          |
| 2009-2010 | Las muñecas de la mafia   | Asdrúbal López                    | Villano      | Caracol Televisión |
| 2008-2009 | Muñoz vale por 2          | Román Muñoz                       | Protagonista | Caracol Televisión |
| 2008      | El cartel de los sapos    | Francisco Trujillo                | Reparto      | Caracol Televisión |
| 2007-2008 | Nuevo rico, nuevo pobre   | Fidel Peláez                      | Reparto      | Caracol Televisión |
| 2003-2004 | El auténtico Rodrigo Leal | Edgar 'Gordo' Collazos            | Debut        | Caracol Televisión |

## Presentador
| Año       | Título             | Rol         | Canal              |
| --------- | ------------------ | ----------- | ------------------ |
| 2021-2023 | Buen día, Colombia | Presentador | Canal RCN          |
| 2021-2023 | Mañana Express     | Presentador | Canal RCN          |
| 2021      | Factor X           | Presentador | Canal RCN          |
| 2012-2019 | Día a día          | Presentador | Caracol Televisión |
| 2012-2014 | Do Re Millones     | Presentador | Caracol Televisión |
| 2010-2011 | La Granja Tolima   | Presentador | Caracol Televisión |

## Comediante
- En 1996 comienza su carrera como Comediante. Recorrió múltiples escenarios nacionales e Internacionales.
  - 60 años Halliburton Colombia

## Música
Comenzó su carrera musical en el año 2009.

### Sencillos
- Maldito Licor
- Voy a detener el tiempo
- la confesión
- que vivan las ferias
- las gorditas

## Premios y nominaciones

### Premio India Catalina
| Año  | Categoría                             | Telenovela o serie        | Resultado |
| ---- | ------------------------------------- | ------------------------- | --------- |
| 2009 | Mejor actor protagónico de telenovela | Muñoz vale por 2          | Ganador   |
| 2004 | revelación del año                    | El auténtico Rodrigo Leal | Nominado  |

### Premio TVyNovelas
| Año  | Categoría                        | Telenovela o serie      | Resultado |
| ---- | -------------------------------- | ----------------------- | --------- |
| 2011 | Mejor presentador o presentadora | La Granja Tolima        | Nominado  |
| 2008 | Actor que se robó el show        | Nuevo rico, nuevo pobre | Nominado  |